# خلیج لیته
خلیج لیته (انگلیسی: Leyte Gulf) در منطقه ویسایان شرقی در فیلیپین قرار دارد. این خلیج بخشی از دریای فیلیپین و اقیانوس آرام است و به دو جزیره سامار (جزیره) در شمال و لیته (جزیره) در غرب محدود می‌شود.